# Daniel Staniszewski
Daniel Staniszewski (5 mei 1997) is een Pools voormalig baan- en wegwielrenner die onder andere reed voor Verva ActiveJet Pro Cycling Team.

## Carrière
In 2015 werd Staniszewski achter Szymon Sajnok en Adrian Kaiser derde op het nationaal kampioenschap tijdrijden voor junioren. Datzelfde jaar won hij de Europese juniorentitel bij het baanonderdeel achtervolging.
In 2021 nam hij deel aan de Olympische Zomerspelen 2020. Op de koppelkoers eindigde hij achtste met Szymon Sajnok.

## Baanwielrennen

### Palmares
| Jaar     | PK                                   | EK                                   | WK       | Overig                                                                            |
| Beloften | Beloften                             | Beloften                             | Beloften | Beloften                                                                          |
| -------- | ------------------------------------ | ------------------------------------ | -------- | --------------------------------------------------------------------------------- |
| 2016     |                                      | Koppelkoers                          |          |                                                                                   |
| 2017     |                                      | Achtervolging · Ploegenachtervolging |          |                                                                                   |
| Elite    |                                      |                                      |          |                                                                                   |
| 2015     | Achtervolging · Scratch              |                                      |          |                                                                                   |
| 2016     | Achtervolging · Koppelkoers          |                                      |          | Galychyna: Scratch, Omnium Grenchen: Koppelkoers Anadia: Scratch                  |
| 2017     | Achtervolging · Koppelkoers · Omnium | Koppelkoers                          |          | Genève: Scratch                                                                   |
| 2018     | Omnium · Pnuntenkoers · Koppelkoers  |                                      |          | GP Polen: Ploegenachtervolging                                                    |
| 2019     | Koppelkoers                          |                                      |          | Europese Spelen: Omnium · Panevezys: Scratch, Koppelkoers · GP Polen: Koppelkoers |
| 2020     | Achtervolging · Puntenkoers          |                                      |          | Brno: Omnium                                                                      |
| 2021     | Koppelkoers · Omnium · Puntenkoers   |                                      |          | Olympische Spelen: 8e Koppelkoers                                                 |
| 2022     | Afvalkoers                           |                                      |          |                                                                                   |

### Jeugd
- Europees kampioen achtervolging: 2015 (junioren)

## Ploegen
- 2016 –  Verva ActiveJet Pro Cycling Team
- 2020 –  HRE Mazowsze Serce Polski (vanaf 31/07)
- 2021 –  HRE Mazowsze Serce Polski
- 2022 –  HRE Mazowsze Serce Polski

Aniołkowski · A.Banaszek · N.Banaszek · Bernas · Bodnar · Charucki · Cieślik · Franczak · Gradek · Hník · Koch · Podlaski · Polnický · Simón · Stachowiak · Staniszewski